# 六博

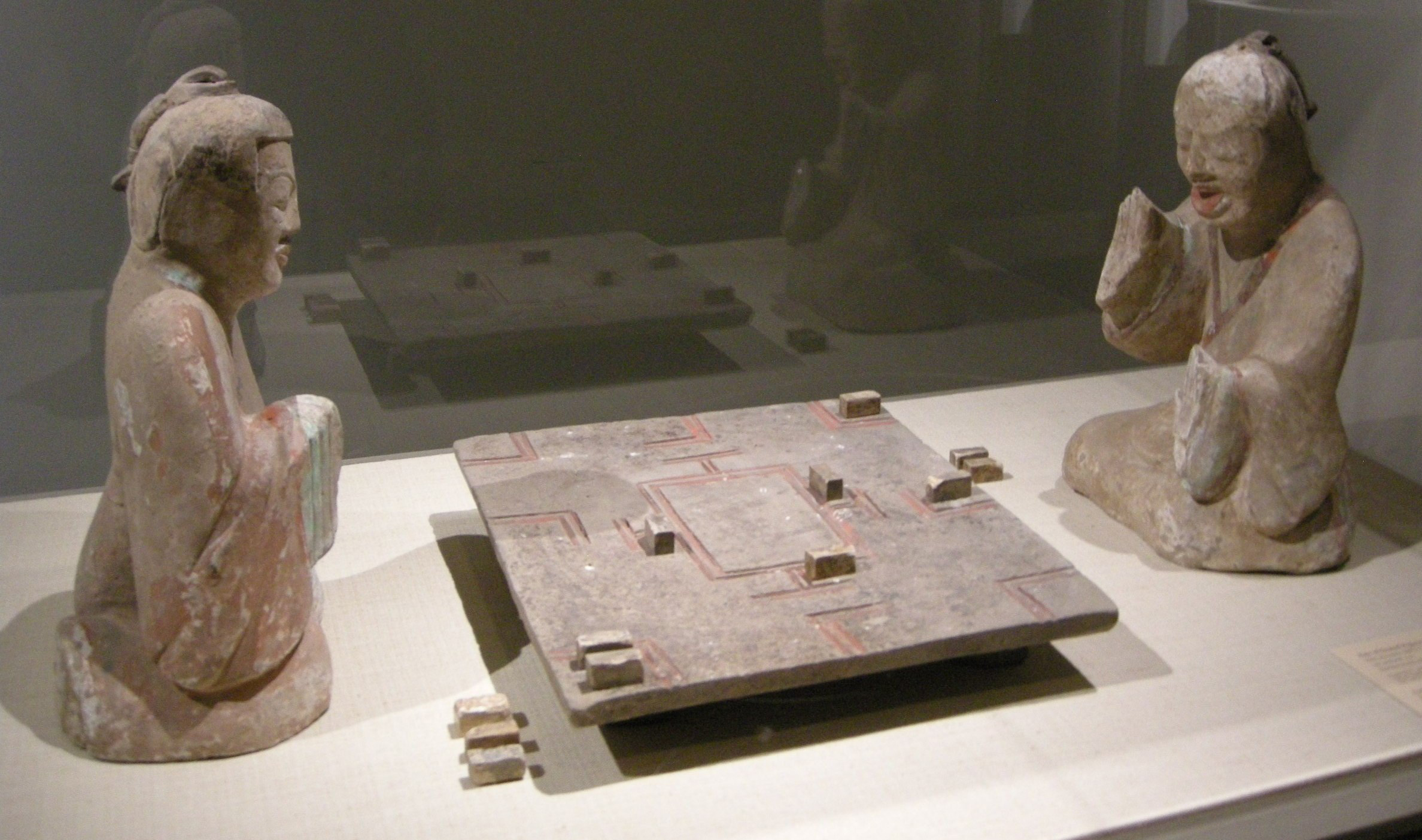
六博に興ずる人を描いた後漢の陶俑。メトロポリタン美術館蔵

六博（りくはく）は、古代中国のゲームで、先秦時代には囲碁などと並ぶ代表的なボードゲームであった。すごろくに似たゲームであったと考えられ、多くの文献や出土資料が残っているが、そのルールはよくわかっていない。「博打（ばくち）」「賭博（とばく）」の「博」はこのゲームに由来する。また「棋」とは六博を意味していた。
紀元前1世紀の海昏侯劉賀の墓から出土した5000枚ほどの竹簡のうち、あるものに「青・白」の2文字が出現し、また「詘・道・高」などの六博用語が頻出するため、これらが六博の棋譜であって、「青・白」は駒の色を表すという説が2016年に立てられた。2019年には、これらの竹簡のうち1000枚ほどが六博の棋譜だと発表された。北京大学蔵西漢竹書にも六博に関する書物を含む。

## 歴史
六博は古くは単に「博」（または竹冠を加えた「簙」）とも呼ばれた。先秦の文献にしばしば出現し、『論語』陽貨篇に奕（囲碁）と並べて「博奕」、『荘子』駢母篇に「塞」（格五）と並べて「博塞」の語が見える。
漢代にはとくに流行し、宴席の座興としてかならず用意された。『史記』呉王濞列伝によると、呉王劉濞の子の劉賢と皇太子の劉啓（後の景帝）が六博のことで又従兄弟同士の激しい喧嘩になって、激怒した皇太子が博局（六博に使う盤）を劉賢に向かって投げ殺したことが、呉楚七国の乱の起きた遠因であったという。
三国時代にもひきつづき六博は遊ばれていたが、南北朝時代になると廃れた。
六博が廃れると「棋」は弾棋を意味するようになった。また弾棋が廃れると囲碁を意味するようになった。

## 博局

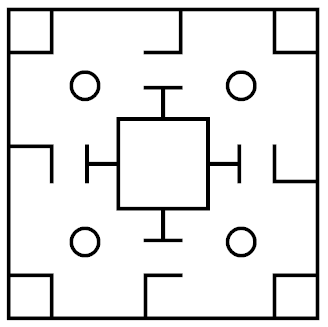
博局
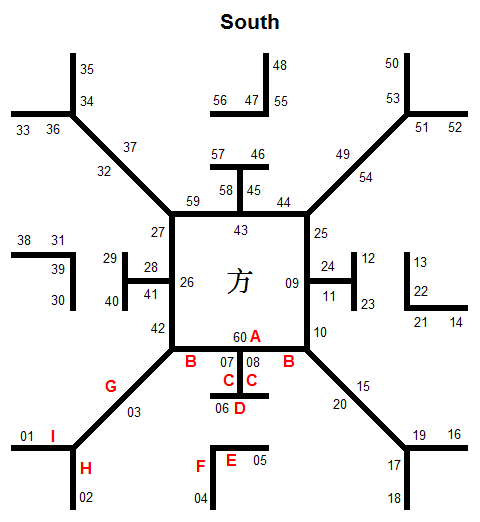

- 『博局占』の図。A=方 B=廉 C=掲 D=道 E=張 F=曲 G=詘 H=長 I=高
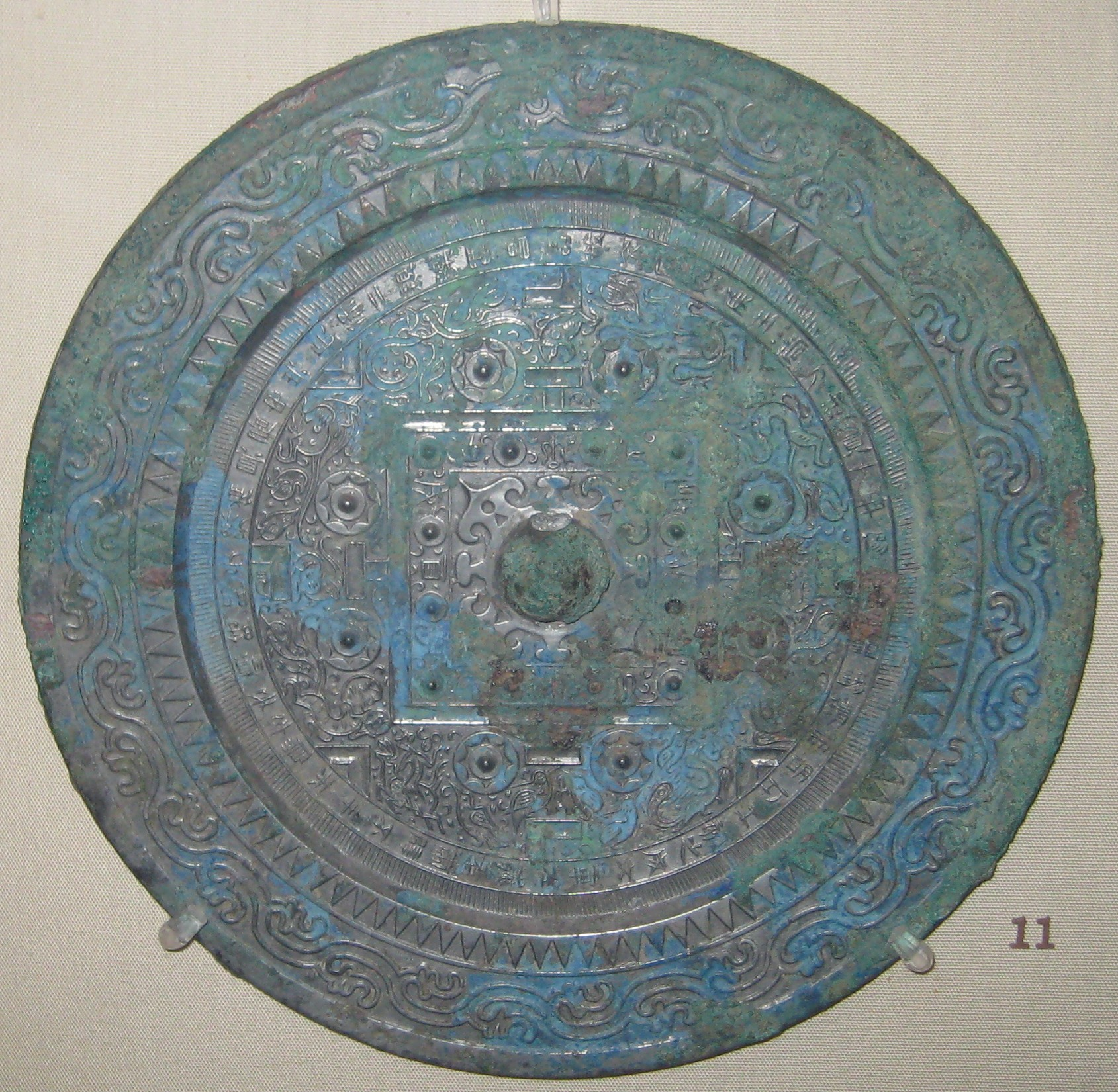
前漢の方格規矩鏡、大英博物館蔵

六博に使用する盤を「博局」または単に「局」という。博局は長方形または正方形で、中央に四角形が描かれ、その四辺の外側にT字形が描かれている。盤の四辺にはL字形が、四隅にはV字に似た印が描かれている。V字形と中央の四角形の四隅の間には円が描かれる（描かれていない博局もある）。ただし最古のものはこれらの符号が整っていない。
『西京雑記』巻四、陸博術によると、博局の各地点は「方・畔・掲・道・張・究・屈・玄・高」のような名前がついていた。1993年に尹湾漢墓から発見された簡牘『博局占』（博局を利用した占いの方法を記す）によると、中央の四角形の内側を「方」、その四辺の外を「廉」、T字形の縦棒を「掲」、横棒を「道」、L字形の横棒を「張」、縦棒を「曲」、円を「詘」、V字形の左の線を「長」、右の線を「高」と呼んだ。
この博局のデザインが、「方格規矩鏡」または「TLV鏡」と呼ばれている銅鏡の文様と同じであることは早くから注目され、この文様を「博局紋」と呼ぶべきだとする主張もある。

## ルール

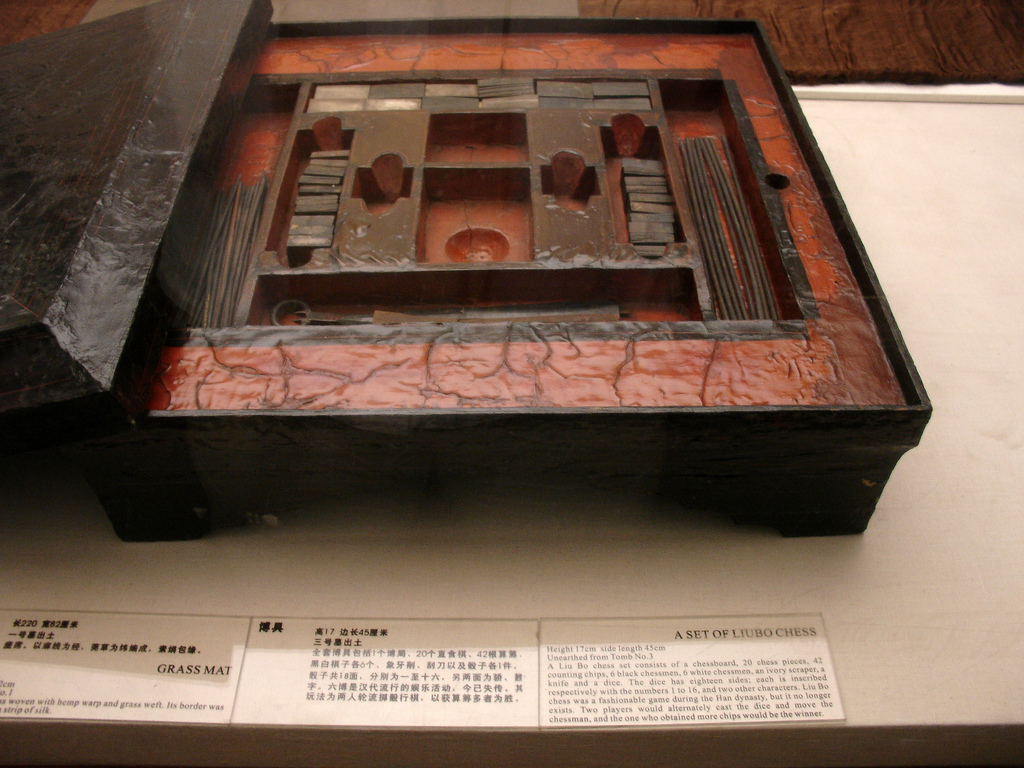
馬王堆三号墓より出土した漆器の六博用具一式

六博は2人で遊ぶゲームであり、博局の上で「棋」（棊）と呼ばれる直方体の駒（ひとり6枚ずつで、駒の色によって敵味方を区別する）を動かす。
「箸」（ちょ、「博・箆・箭」などとも呼ぶ）と呼ばれる6本の棒（通常は竹製）をサイコロがわりに振って、出た目によって棋を動かした。漢代では箸ではなく「煢」（けい、「瓊」とも書く）と呼ばれる18面のサイコロを使うこともあった。顔之推『顔氏家訓』雑芸篇によると、古くは6本の箸を使う「大博」と2つの煢を使う「小博」があったという。
サイコロの目には塞・白・黒・五塞などがあったらしいが、よくわからない。煢には1から16までの数字が書かれた面と、「驕」と書かれた面、および出土資料により異なる字が書かれた面があり、この面がでると罰杯を飲まされたのだろうと小泉信吾は推測している。棋がある位置まで来ると「梟」（きょう、「驕」とも書く）という強い駒になった。梟棋は通常の棋と区別するために棋を立てた。『古博経』（洪興祖『楚辞補注』で「招魂」の注に引用する。著者不明、年代不明）によると、梟は「魚」を取ることができたという。
六博にはほかに点数棒（「算」と呼ぶ）などを使用したが、どのように点数を計算したはわからない。

## ギャラリー

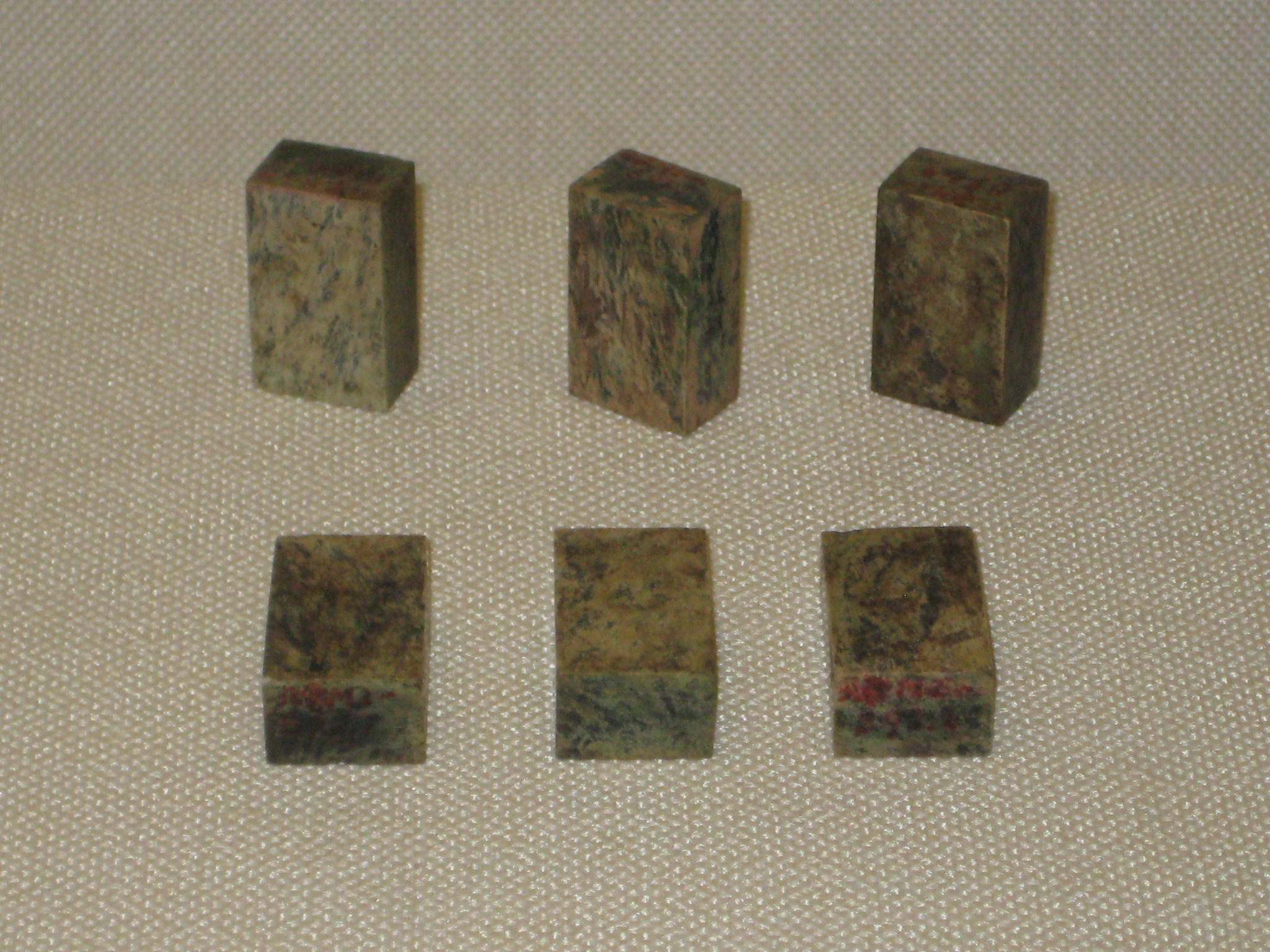
南越王趙眜墓から出土した玉製の棋
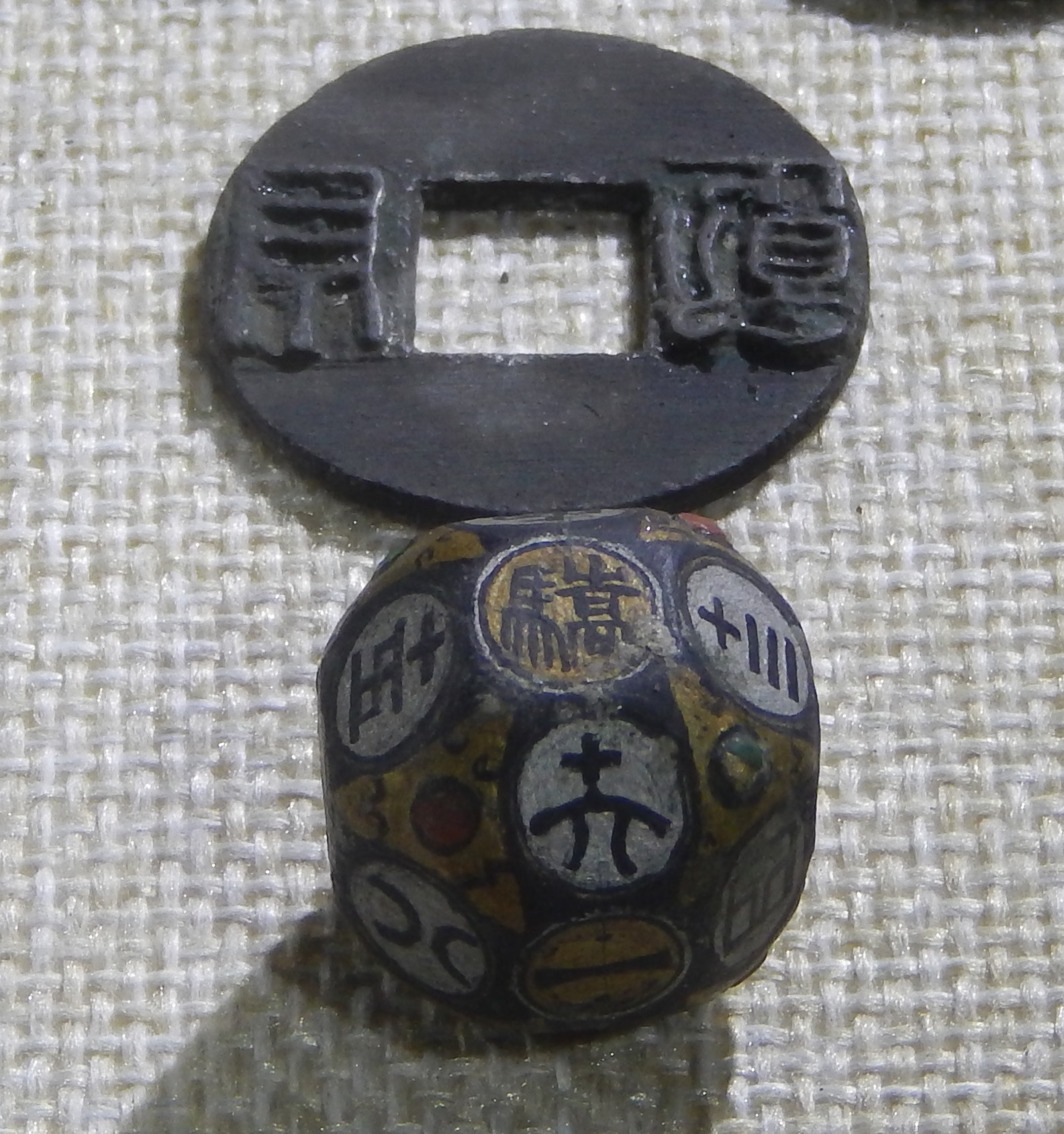
中山王劉勝夫人である竇綰の墓から出土した煢
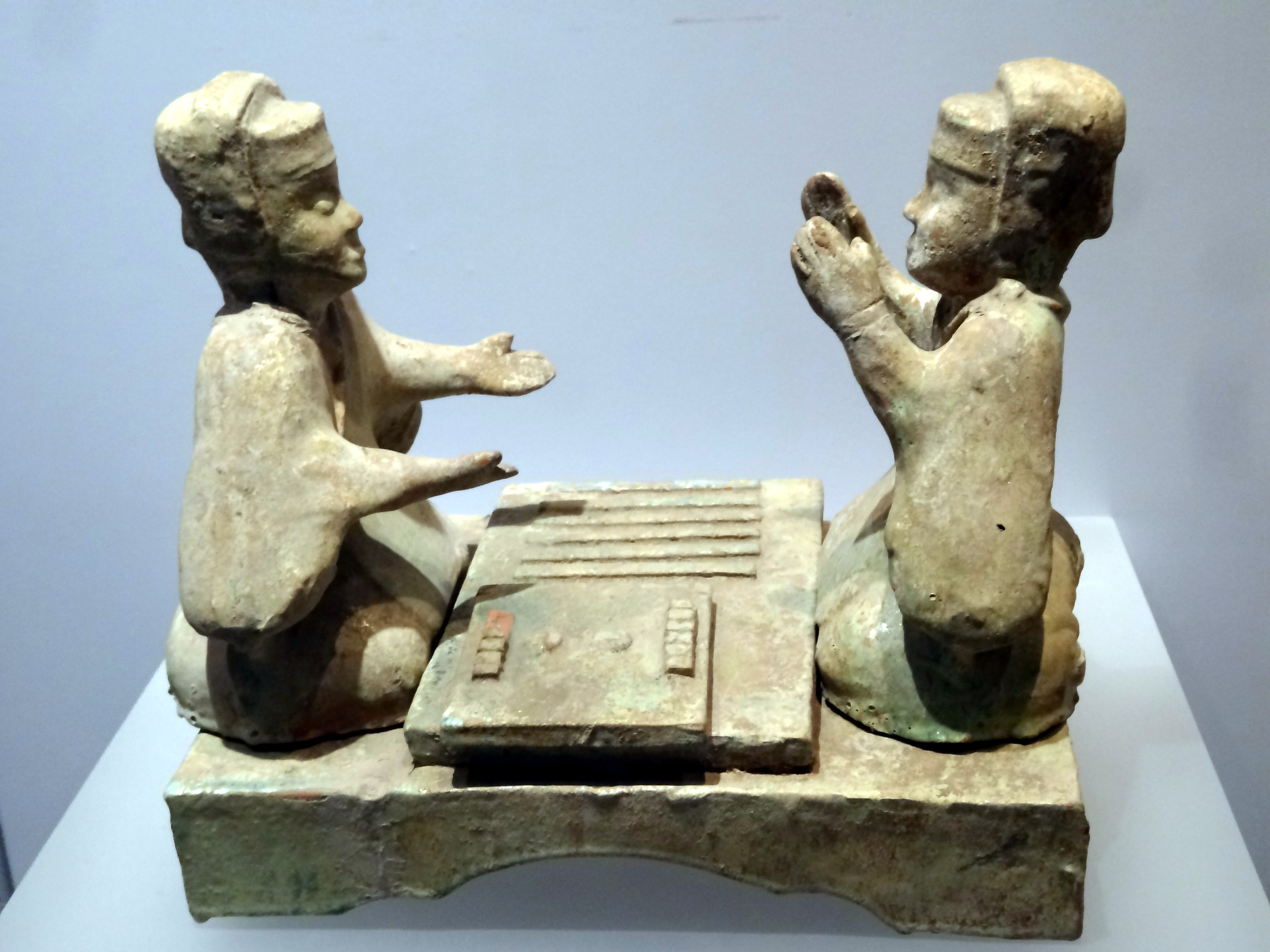
漢代の陶俑（河南博物院蔵）。博局中央の丸い物体が「魚」であるとする説がある